# Eiler Rasmussen Eilersen
Eiler Rasmussen Eilersen (født 1. marts 1827 i Østerby i Svanninge Sogn på Fyn, død 24. april 1912 i København) var en dansk landskabsmaler.
Eilersen var søn af gårdfæster og sognefoged Rasmus Eilersen (1788-1869) og født 1. marts 1827 i Østerby i Svaninge Sogn i Fyn; hans Moder hed Anne Hansdatter (1795-1873). Han opvoksede på landet som en af datidens bondesønner, men da han stadig viste lyst til tegning, kom han i malerlære i Faaborg og i 1847 til København, fordi han ville være kunstner.
Treårskrigen afbrød dog snart hans studier, idet bondesønnen ”Ejler Rasmussen Østerby” var værnepligtig efter den ældre lov og måtte tjene to år som soldat. Derefter genoptog han sine studier, begyndte at udstille fra 1849 under navnet Rasmussen. Han arbejdede sig ved sin ihærdighed således frem, at han i 1858 fik Kunstakademiets rejseunderstøttelse for to år, som han for største delen tilbragte i Paris, Pyrenæerne og Schweiz og til sidst i Nordfrankrig og Belgien. Inden rejsen havde han 27. august 1856 giftet sig med Eleonore Vinning fra Faaborg.
I sine ungdomsår havde han en støtte i grev Preben Bille-Brahe og dennes søn, stiftamtmand, kammerherre Christian Bille-Brahe, som købte flere af hans arbejder; senere blev han populær både i udlandet og i Danmark. Det landskab, som Den Kongelige Malerisamling ejer, Parti af Frijsenborg Dyrehave, regnede han ikke selv for sit bedre arbejde, idet han var svækket efter en større sygdom, da han malede det. Eilersen blev 1871 medlem af Kunstakademiet.

## Billeder
| - Eiler Rasmussen Eilersen portrætteret - Af Vilhelm Tillge, 1883 - I atelieret. Antagelig selvportræt, 1884 - Af Johannes Ottesen, 1907 |

| - Værker af Eiler Rasmussen Eilersen - Hvedholm Slot med personer ved søen, 1855 - Udsyn til Horne Kirke, Horneland på Fyn, 1855 - Fynsk landskab ved solnedgang, 1856 - Parti fra Hellebæk, 1864 - Herregården Svanholm, 1865 - Fra Dyrehaven, 1870 - Parti fra Capris kyst, 1884 - Udsigt over Capri fra en pergola, 1887 - Sct. Knuds Kirke i Odense set fra H.C. Andersen Haven. Mellem 1845 og 1912 |